# Демчук Вадим Володимирович
Вади́м Володи́мирович Демчу́к (27 вересня 1975 — 20 січня 2015) — український військовик, учасник війни на сході України, сержант Збройних сил України. Кавалер ордена «За мужність» III ступеня, почесний громадянин Нововолинська.

## Життєпис
Народився Вадим Демчук 27 вересня 1975 року в Нововолинську. Навчався в місцевій ЗОШ № 8, після закінчення школи здобув професію машиніста електровоза в Нововолинському ПТУ № 1. Після закінчення училища служив у лавах Національної гвардії України у роті спецпризначення. Після військової служби тривалий час працював на заробітках у Чехії та Словаччині. З початком російської збройної агресії його батькам передали Вадимову повістку до військкомату. Дізнавшись про це, Вадим повертається в Україну, де він був мобілізований до лав Збройних сил. Після кількамісячної підготовки Вадим Демчук направлений сержантом до 80-ї окремої десантної бригади. Із 14 січня захищав новий термінал у Донецькому аеропорту. Рота, в якій служив Вадим Демчук, під час боїв опинилась у повному оточенні, і сержант Демчук разом із своїми побратимами зумів вийти з оточення та прорватися до позицій українських військових. 20 січня, під час вибуху нового термінала аеропорту, Вадим Демчук зник безвісти. Тривалий час доля Вадима Демчука залишалась невідомою, були дані, що він потрапив у полон. Тіло Вадима Демчука спочатку було в руках сепаратистів, згодом його тіло як невідомого бійця було передане до Дніпропетровська. Лише в червні 2015 року полеглий герой був упізнаний за аналізом ДНК.
Після ідентифікації Вадима Демчука полеглого воїна урочисто перепоховали в Нововолинську 8 липня 2015 року. Прощання із загиблим героєм відбувалось у Свято-Михайлівській церкві УПЦ КП на чолі з деканом Нововолинського деканату, а в похоронах взяли участь велика кількість жителів міста та бойових побратимів Вадима, за участю батьків загиблого воїна, хоча напередодні батько Вадима заявляв про те, що не вірить у ідентифікацію сина.

## Нагороди та вшанування
- Указом Президента України № 553/2015 від 22 вересня 2015 року, «за мужність, самовідданість і високий професіоналізм, виявлені у захисті державного суверенітету та територіальної цілісності України, вірність військовій присязі», нагороджений орденом «За мужність» III ступеня (посмертно)[7].
- Указом № 14 від 26 березня 2016 р. нагороджений відзнакою «Народний Герой України» (посмертно)[8].
- Нагороджений відзнакою Громадської Спілки "Всеукраїнське об'єднання «Ми українці» орденом «Хрест Героя» (посмертно).
- Нагороджений нагрудним знаком «За оборону Донецького аеропорту» (посмертно).
- Рішенням Нововолинської міської ради від 21 серпня 2018 року № 25/1 присвоєно звання «Почесний громадянин міста Нововолинська» (посмертно)[9].
- 16 жовтня 2015 року на будівлі Нововолинського ВПУ, де навчався Вадим Демчук, було встановлено меморіальну дошку на честь загиблого героя-«кіборга», вже четверту по рахунку з початку війни.[5][2]
- Вшановується в меморіальному комплексі «Зала пам'яті», в щоденному ранковому церемоніалі 20 січня[10][11].